# Richard Johnson (attore)
Richard Keith Johnson (Londra, 30 luglio 1927 – Londra, 5 giugno 2015) è stato un attore, sceneggiatore e produttore cinematografico britannico.

## Biografia
Attivo anche come attore teatrale, per il cinema interpretò oltre 100 film, tra i quali alcuni successi del cinema italiano di genere come Chi sei? (1974), Il medaglione insanguinato (1975), Zombi 2 (1979), e Il fiume del grande caimano (1979).

### Vita privata
Si sposò quattro volte: dal 1957 al 1962 con l'attrice Sheila Sweet, dalla quale ebbe due figli, Sorel e Jervis, divenuto designer e creatore di wargame; poi per un anno (1965-1966) con l'attrice Kim Novak; dal 1982 al 1989 con Marie-Louise Nordlund, da cui ebbe una figlia, Jennifer; nel 2004 si risposò con Lynne Gurney, sua compagna dal 1989. Dalla relazione con l'attrice Françoise Pascal ebbe un figlio, Nicholas, nato nel 1976.

## Filmografia parziale

### Attore

#### Cinema
- Saadia, regia di Albert Lewin (1953)
- Sacro e profano (Never So Few), regia di John Sturges (1959)
- Rapina al Cairo (Cairo), regia di Wolf Rilla (1963)
- Incubo sulla città (80,000 Suspects), regia di Val Guest (1963)
- Gli invasati (The Haunting), regia di Robert Wise (1963)
- Frenesia del piacere (The Pumpkin Eater), regia di Jack Clayton (1964)
- Quella terribile notte (L'autre femme), regia di François Villiers (1964)
- Le avventure e gli amori di Moll Flanders (The Amorous Adventures of Moll Flanders), regia di Terence Young (1965)
- Operazione Crossbow (Operation Crossbow), regia di Michael Anderson (1965)
- Khartoum, regia di Basil Dearden (1966)
- La strega in amore, regia di Damiano Damiani (1966)
- Più micidiale del maschio (Deadlier Than the Male), regia di Ralph Thomas (1967)
- L'avventuriero, regia di Terence Young (1967)
- La mano che uccide (Danger Route), regia di Seth Holt (1967)
- Edipo re (Oedipus the King), regia di Philip Saville (1968)
- La colonna di Traiano (Columna), regia di Mircea Drăgan (1968)
- Vortice di sabbia (A Twist of Sand), regia di Don Chaffey (1968)
- Le calde notti di Lady Hamilton (Les amours de Lady Hamilton), regia di Christian-Jaque (1968)
- Alcune ragazze lo fanno (Some Girls Do), regia di Ralph Thomas (1969)
- 23 pugnali per Cesare (Julius Caesar), regia di Stuart Burge (1970)
- Gott mit uns (Dio è con noi), regia di Giuliano Montaldo (1970)
- Femmina violenta (The Beloved), regia di George Pan Cosmatos (1971)
- Chi sei?, regia di Ovidio G. Assonitis (1974)
- Il medaglione insanguinato, regia di Massimo Dallamano (1975)
- Il giorno più lungo di Scotland Yard (Hennessy), regia di Don Sharp (1975)
- La battaglia delle aquile (Aces High), regia di Jack Gold (1976)
- Dedicato a una stella, regia di Luigi Cozzi (1976)
- Chi vive in quella casa? (The Comeback), regia di Pete Walker (1978)
- Zombi 2, regia di Lucio Fulci (1979)
- L'isola degli uomini pesce, regia di Sergio Martino (1979)
- Il fiume del grande caimano, regia di Sergio Martino (1979)
- Il club dei mostri (The Monster Club), regia di Roy Ward Baker (1980)
- Lara Croft: Tomb Raider (Lara Croft: Tomb Raider), regia di Simon West (2001)
- Scoop, regia di Woody Allen (2006)
- Il bambino con il pigiama a righe (The Boy in the Striped Pyjamas), regia di Mark Herman (2008)
- L'uomo che vide l'infinito (The Man Who Knew Infinity), regia di Matthew Brown (2015)

#### Televisione
- Assignment Foreign Legion – serie TV, episodio 1x24 (1957)
- L'ora di Hitchcock (The Alfred Hitchcock Hour) – serie TV, episodio 3x24 (1965)
- Spazio 1999 (Space: 1999) – serie TV, episodio 1x04 (1976)
- Cuore e batticuore (Hart to Hart) – serie TV, 1 episodio (1979)
- Il brivido dell'imprevisto (Tales of Unexpected) – serie TV, 3 episodi (1980-1982)
- Magnum, P.I. – serie TV, 2 episodi (1981-1983)
- La signora in giallo (Murder, She Wrote) – serie TV, episodio 4x06 (1987)
- Un uomo per tutte le stagioni (A Man for All Seasons), regia di Charlton Heston – film TV (1988)
- Spymaker - La vita segreta di Ian Fleming (Spymaker: The Secret Life of Ian Fleming), regia di Ferdinand Fairfax – film TV (1990)
- L'isola del tesoro (Treasure Island), regia di Fraser Clarke Heston – film TV (1990)
- I racconti della cripta (Tales from the Crypt) – serie TV, episodio 7x12 (1996)
- L'ispettore Barnaby (Midsomer Murders) – serie TV, episodi 3x01-10x02 (1999-2007)
- Ti presento i Robinson (The Robinsons) – serie TV, 6 episodi (2005)

### Produttore
- La segreta passione di Judith Hearne (The Lonely Passion of Judith Hearne), regia di Jack Clayton (1987)

## Doppiatori italiani
- Nando Gazzolo in Sacro e profano, Gli invasati, Operazione Crossbow, Le calde notti di Lady Hamilton
- Sergio Graziani in Kharthoum, La strega in amore, L'avventuriero
- Bruno Alessandro in Lara Croft: Tomb Raider, Il bambino con il pigiama a righe, L'uomo che vide
- Giuseppe Rinaldi in Le avventure e gli amori di Moll Flanders, Gott mit uns (Dio è con noi)
- Pino Locchi in Chi sei?, Dedicato a una stella
- Renzo Palmer in Più micidiale del maschio
- Massimo Foschi in Il medaglione insanguinato
- Giulio Bosetti in Cimbelino
- Marcello Tusco in Zombi 2
- Luciano De Ambrosis in L'isola degli uomini pesce
- Sergio Fiorentini in Il fiume del grande caimano
- Oreste Rizzini in Il club dei mostri
- Pietro Biondi in L'isola del tesoro
- Gianfranco Bellini in Sherlock Holmes - Il mistero del crocifero di sangue
- Mario Scarabelli in Ti presento i Robinson